# Johann Jacob Stenzel
Johann Jacob Stenzel (* um 1660; † 1726) war sächsisch-polnischer Rat und Resident in Danzig.

## Leben
Johann Jacob Stenzel stammte aus Frankfurt am Main.  1683 immatrikulierte er sich an der Universität Jena. 1709 wurde er zum Geheimen Sekretär des sächsisch-polnischen Hofes ernannt. 1710 wurde er Rat. Etwa seit dieser Zeit war Stenzel sächsisch-polnischer Resident in Danzig, als offizieller Vertreter ohne größere diplomatische Befugnisse. Von 1712 ist der erste Bericht von ihm über die Situation in Danzig an den Hof in Dresden erhalten, danach weitere. Stenzel wurde in den Akten der Stadt Danzig allerdings nie als Resident bezeichnet.